# 烏克蘭卡 (薩溫齊市鎮)
49°26′1″N 37°12′3″E / 49.43361°N 37.20083°E
烏克蘭卡（羅馬化：Ukrainka）是位於烏克蘭東部的村莊，由哈爾科夫州伊久姆區的薩溫齊市鎮負責管轄。該村始建於1924年，面積0.23平方公里，海拔高度163米，2001年人口172，人口密度每平方公里751.1人。